# 三重県道657号家所阿漕停車場線
三重県道657号家所阿漕停車場線（みえけんどう657ごう いえどころあこぎていしゃじょうせん）は、三重県津市を通る一般県道である。

## 概要
津市美里町家所から津市大倉に至る。

### 路線データ
- 起点：津市美里町家所（辰水小学校北交差点、三重県道411号穴倉南神山津線交点）
- 終点：津市大倉（JR東海紀勢本線 阿漕駅前）
- 総延長：8,840 m

## 歴史
- 1959年（昭和34年）1月25日 - 路線認定[1]。

## 路線状況
終点付近に2つの高等学校があり、それらの通学路としても利用される。

### 重複区間
- 国道163号（津市片田志袋町・忠盛塚東交差点 - 津市殿村・五軒町交差点）
- 三重県道55号久居河芸線（津市殿村・五軒町交差点 - 津市野田・野田東交差点）
- 三重県道118号津久居線（津市神戸・神戸小川橋西詰交差点 - 津市半田・半田交差点）

### 道路施設

#### 橋梁
- 野田橋（久保川、津市）
- 殿村橋（津市、国道163号重複区間内）
- 泉橋（岩田川、津市、三重県道55号久居河芸線重複区間内）
- 小川橋（小川、津市、三重県道118号津久居線重複区間内）

### 利用状況
平日12時間交通量
| 地点     | 交通量  |
| -------- | ------- |
| 津市産品 | 2,519台 |
| 津市神戸 | 5,970台 |

## 地理

### 通過する自治体
- 三重県

- 津市

### 交差する道路
| 交差する道路                                                | 交差する場所   | 交差する場所              |
| ----------------------------------------------------------- | -------------- | ------------------------- |
| 三重県道411号穴倉南神山津線                                 | 美里町家所     | 辰水小学校北交差点 / 起点 |
| 国道163号 重複区間起点                                      | 片田志袋町     | 忠盛塚東交差点            |
| 国道163号 重複区間終点 三重県道55号久居河芸線 重複区間起点  | 殿村           | 五軒町交差点              |
| 国道23号 / 中勢バイパス 三重県道55号久居河芸線 重複区間終点 | 野田           | 野田東交差点              |
| 三重県道118号津久居線 重複区間起点                          | 神戸（かんべ） | 神戸小川橋西詰交差点      |
| 三重県道118号津久居線 重複区間終点                          | 半田           | 半田交差点                |

### 交差する鉄道
- 近鉄名古屋線
- 紀勢本線

### 沿線
起点から終点に向かうにつれ、沿線風景は津市郊外から津市街地へと変化していく。
- 津市立辰水小学校
- 長谷山学園
  - 長谷山ハイツ
- 津カントリークラブ
- 津市水道局片田浄水場
- 平忠盛塚 - 付近の津市産品（うぶしな）は伊勢平氏ゆかりの地とされる。忠盛は平清盛の父である。
- 岩田川
- 津市営銭山団地
- 津市役所神戸出張所
- 三重県営神戸団地
- 三重県立津工業高等学校
- セントヨゼフ女子学園高等学校・中学校
- JR東海紀勢本線 阿漕駅